# Panaqolus changae
Panaqolus changae är en fiskart som först beskrevs av Chockley och Jonathan W. Armbruster 2002.  Panaqolus changae ingår i släktet Panaqolus och familjen Loricariidae. Inga underarter finns listade i Catalogue of Life.